# USS Ticonderoga (CV-14)
El USS Ticonderoga (CV/CVA/CVS-14) fue uno de los 24 portaaviones de la clase Essex construidos durante la Segunda Guerra Mundial para la Marina de los Estados Unidos. Fue el cuarto buque de la Marina de EE. UU. con ese mismo nombre, en honor de la captura del Fuerte Ticonderoga, hecho que desempeñó un papel importante en la Guerra de Independencia. 

## Historial

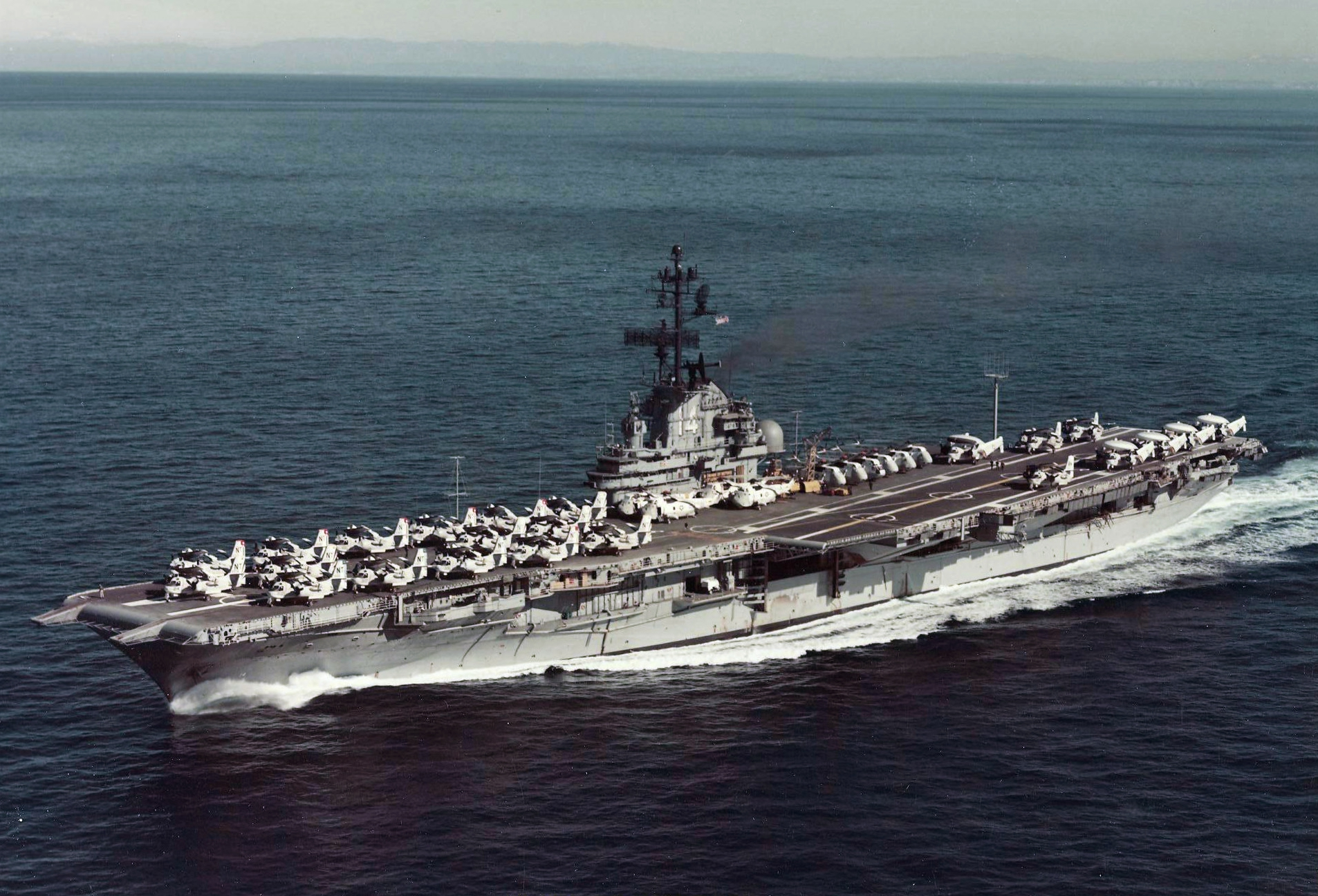
Portaaviones de la Armada estadounidense USS Ticonderoga (CVS-14) navegando frente a las costas de California (EE. UU.) 1972.

El Ticonderoga fue comisionado en mayo de 1944, y sirvió en varias campañas en el Teatro de Operaciones del Pacífico en una de ellas fue dañado en un ataque kamikaze pero fue reparado y ganó cinco estrellas de batalla. Dado de baja poco después del final de la guerra, fue modernizado y dado de alta en el servicio en la década de 1950 como un portaaviones de ataque (CVA), y finalmente se convirtió en un portaaviones antisubmarinos (CVS). Puesto en servicio demasiado tarde para participar en la guerra de Corea, participó activamente en la guerra de Vietnam, ganando tres Navy Unit Commendation, una Meritorious Unit Commendation y doce estrellas de batalla. Fue el encargado de recuperar las últimas misiones de la nave Apolo.
El Ticonderoga tiene 4,9 m más de eslora que sus cinco predecesores de la clase Essex, para añadir cañones antiaéreos. Los clase Essex posteriores construidos con este "largo casco" son considerados por algunas autoridades ser una clase aparte, la Clase Ticonderoga.
El Ticonderoga fue dado de baja en 1973 y vendido para desguace en 1974.

### Buques de la clase
• USS Essex (CV-9)
• USS Yorktown (CV-10)
• USS Intrepid (CV-11)
• USS Hornet (CV-12)
• USS Franklin (CV-13)
• USS Randolph (CV-15)
• USS Lexington (CV-16)
• USS Bunker Hill (CV-17)
• USS Wasp (CV-18)
• USS Hancock (CV-19)
• USS Bennington (CV-20)
• USS Boxer (CV-21)
• USS Bon Homme Richard (CV-31)
• USS Leyte (CV-32)
• USS Kearsarge (CV-33)
• USS Oriskany (CV-34)
• USS Antietam (CV-36)
• USS Princeton (CV-37)
• USS Shangri-La (CV-38)
• USS Lake Champlain (CV-39)
• USS Tarawa (CV-40)
• USS Valley Forge (CV-45)
• USS Philippine Sea (CV-47)

### Listas relacionadas
• Portaaviones de Estados Unidos
• Portaaviones por país